# تورن

صورت بزرگ و کوچک حرف تورن

تورن (به انگلیسی: Thorn or þorn (Þ, þ)) حرفی از الفباهای انگلیسی باستان، گوتیک، نورس باستان، ایسلندی، برخی از گویش‌های انگلیسی میانه، و نیز اسکاندیناوی قرون وسطی است که بعداً دونگارهٔ th جایگزین آن شد، البته بجز در ایسلند که کماکان به حیات خود ادامه می‌دهد. اصل حرف از نویسهٔ رونی ᚦ در فوتارک قدیم گرفته شده و در اشعار رونی آنگوساکسون، تورن نامیده می‌شد. تورن از لحاظ شکل به حرفی از یونانی باستان به نام شو (ϸ) شبیه است، گرچه این دو به هم ربطی ندارند.
تلفظ آن یا به شکل سایشی دندانی بی‌واک [θ] است یا به شکل سایشی دندانی واکدار [ð].